# Chanel (zespół muzyczny)
Chanel – polski zespół disco polo założony w 1990 przez Bogusława Rosłona, Sylwestra Wasilewskiego i
Jarosława Gędziarskiego.
8 listopada 2015 roku zmarł członek grupy Łukasz Niedźwiadek.

## Skład
- 1990-1993 – Bogusław Rosłon, Jarosław Gędziarski, Sylwester Wasilewski
- 1993-1995 – Bogusław Rosłon, Jarosław Gędziarski, Sylwester Wasilewski, Artur Pawlak
- 2009-2012 – Bogusław Rosłon, Łukasz Niedźwiadek, Waldemar Żukowski
- 2013-2015 – Bogusław Rosłon, Łukasz Niedźwiadek
- od 2015 – Bogusław Rosłon

## Dyskografia

### Albumy studyjne
- 1992 Piękne życie[7]
- 1992 Pij mleko[8]
- 1993 Powiedz mi[9]
- 1995 Nie mów nie[10]
- 2009 Klamra[11]
- 2011 Moja ukochana[12]

### Wydawnictwa nieoficjalne
- 2005 Jak zabawa, to zabawa – THE BEST